# Shimenita
La shimenita és un mineral de la classe dels sulfurs que pertany al grup de la chabourneïta. Rep el nom del comtat de Shimen, a la República Popular de la Xina, la seva localitat tipus.

## Característiques
La shimenita és un sulfur de fórmula química Tl₅Sb21-yAsyS34. Va ser aprovada com a espècie vàlida per l'Associació Mineralògica Internacional l'any 2019, i encara resta pendent de publicació. Cristal·litza en el sistema triclínic.
L'exemplar que va servir per a determinar l'espècie, el que es coneix com a material tipus, es troba conservat a les col·leccions mineralògiques del Museu d'Història Natural de Viena (Àustria), amb el número de catàleg: o1197.

## Formació i jaciments
Va ser descoberta a la mina Jiepaiyu, situada al dipòsit de Shimen, dins el comtat homònim de Changde (Hunan, República Popular de la Xina). Aquest indret és l'únic a tot el planeta on ha estat descrita aquesta espècie mineral.